# 4158 Santini
4158 Santini eller 1989 BE är en asteroid i huvudbältet som upptäcktes den 28 januari 1989 av San Vittore-observatoriet i Bologna. Den är uppkallad efter italienska astronomen Giovanni Santini.
Asteroiden har en diameter på ungefär 16 kilometer.